# Spirotropis tmeta
Spirotropis tmeta é uma espécie de gastrópode do gênero Spirotropis, pertencente a família Drilliidae.